# Papillipes spinifer
Papillipes spinifer là một loài côn trùng cánh nửa trong họ Aleyrodidae, phân họ Aleyrodinae.
Papillipes spinifer được Bink-Moenen miêu tả khoa học đầu tiên năm 1983.